# 潼郡
潼郡，中国南北朝时设置的郡。
北齐天保五年（554年）改临潼郡置，治所在睢陵县（今江苏省睢宁县南）。属潼州。隋朝开皇三年（583年）废。领睢陵一县。